# Fernando Errázuriz
Fernando de Errázuriz y Martínez de Aldunate (Santiago, 1 juli 1777 – aldaar, 16 augustus 1841) was een Chileens staatsman die van 8 maart tot 18 september 1831 voorlopig president van Chili was.

## Biografie
Fernando de Errázuriz was de zoon van politicus en zakenman Francisco Javier de Errázuriz Madariaga en Rosa Martínez de Aldunate y Guerrero. Hij studeerde theologie aan de Koninklijke Universiteit San Felipe in Santiago en later rechten. Vanaf 1800 was hij verbonden aan het koninklijk hof van beroep. In 1801 trouwde hij met María del Carmen Sotomayor, met wie hij acht kinderen kreeg.
Errázuriz had progressieve opvattingen en sloot zich aan bij de Chileense onafhankelijksbeweging. In 1810 werd hij gekozen in de eerste regering van Chili. In 1811 nam hij zitting in het Eerste Nationaal Congres. Hij nam actief deel aan de Chileense Onafhankelijkheidsoorlog (1814-1817), maar werd door de Spanjaarden gevangengenomen. Na zijn vrijlating werd hij in 1817 opnieuw lid van het Congres.
Na de val van de Opperste Directeur Bernardo O'Higgins in januari 1823 werd er een junta gevormd waarin Errázuriz zitting had, samen met Agustín de Eyzaguirre en José Miguel Infante. Toen Ramón Freire in april 1823 Opperste Directeur van Chili werd, werd Errázuriz benoemd tot zijn plaatsvervanger. In 1824 werd hij gekozen in de Senaat en was enige tijd waarnemend voorzitter. Van 19 oktober 1826 tot 26 november 1827 diende hij als voorzitter van de provinciale assemblée van Santiago.

### Waarnemend president
Tijdens de Burgeroorlog (1829-1830) hield hij zich afzijdig en trok zich terug op zijn landerijen. Op 22 maart 1831 volgde hij José Tomás Ovalle op als waarnemend president van Chili met de titel vicepresident. Op 31 maart werd hij door het Congres in zijn ambt bevestigd.
In zijn overgangsregering berustte de werkelijke macht bij minister Diego Portales, die verantwoordelijk was voor de departementen van Binnen- en Buitenlandse Zaken, Oorlog en Marine. Mede op aandrang van Portales stelde Errázuriz een commissie in om een nieuwe grondwet voor te bereiden.
Bij de presidentsverkiezingen van 1831 werd generaal José Joaquín Prieto tot president van Chili gekozen. Op 18 september 1831 volgde hij Errázuriz op als staatshoofd. Errázuriz bleef senator en was in 1833 voorzitter van het Nationaal Congres.

### Samenstelling kabinet
| Ministerie (Presidentschap van Fernando Errázuriz) | Naam/Periode                          |
| -------------------------------------------------- | ------------------------------------- |
| Binnen- en Buitenlandse Zaken                      | Diego Portales Palazuelo (1830-1831)  |
| Financiën                                          | Manuel Rengifo Cárdenas (1830-1835)   |
| Oorlog en Marine                                   | Diego Portales Palazuelos (1831-1832) |

### Overlijden
Fernando Errázuriz overleed op 16 augustus 1841 in Santiago. Zijn lichaam werd begraven in een mausoleum in de Basílica de la Merced. Hij liet vijf landgoederen, juwelen en meubilair na ter waarde van 600.000 Amerikaanse dollar, wat destijds een fortuin was.

## Familie
Fernando Errázuriz had meerdere broers die ook actief waren in de politiek: Francisco Javier (1773-1845) was senator, Isidoro (1782-1833) was afgevaardigde en senator, en Ramón (1785-1875) was afgevaardigde en senator. Van zijn kinderen waren Francisco Javier (1802-1881) en Fernando (1804-1876) lid van het parlement, respectievelijk als afgevaardigde en senator.